# Ян Длугош
Ян Длу́гош (пол. Jan Długosz; 1 грудня 1415 — 19 травня 1480) — польський католицький священник, історик, дипломат. Архієпископ Львівський (1480). Представник шляхетського роду Длугошів гербу Венява. Народився у Новій Бжезьниці, Польща. Автор «Історії Польщі» («Хроніка Длугоша») у 12 томах.

## Біографія

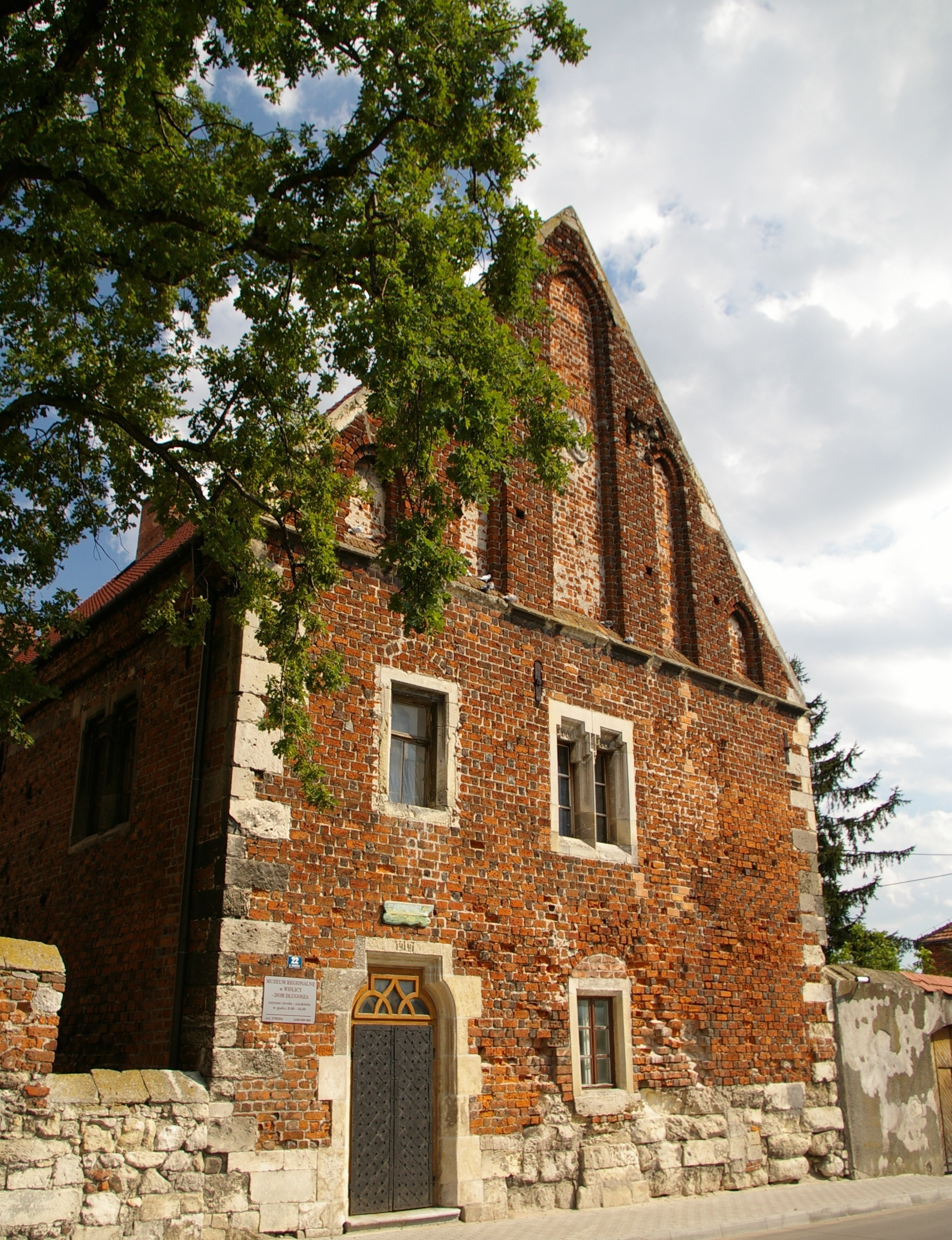
«Дім Длугоша», Віслиця

Ян Длугош народився 11 грудня 1415 року у селі Нова Бжезьниця (нині — Паєнчаського повіту, Лодзького воєводства).
Початкову освіту здобував у парафіяльній школі міста Новий Корчин, де його батько був старостою від 1421 року. Далі навчався у Краківському університеті (1428–1431 роки), але жодних іспитів він там не здавав, оскільки його не приваблювала «філософія», тобто тогочасна схоластика; краще джерело мудрості він бачив у вивченні історії, як власної країни, так цілого світу.
Свій задум зміг втілити на практиці при дворі одного з найвідоміших тогочасних державних діячів Краківського кардинала Збіґнєва Олесницького (з 1431 року працював нотаріусом, тобто писарем). З 1436 року — краківський канонік; у 1439–1455 роках був секретарем кардинала Збігнева Олесницького. В канцелярії Краківської архидієцезії він проявив свої великі адміністративні здібності, добре управляв її маєтностями, готував інвентарі і нагромаджував акти, які пізніше використав в «Liber Beriejiciorum», оберігав кардинала від матеріальних зазіхань його родичів.
На службі у кардинала він здійснив свої перші кроки у дипломатичній сфері. 1 жовтня 1449 року він привіз Олесницькому з Риму довгоочікуваний кардинальський капелюх. Наприкінці серпня — на початку вересня 1451 року в Самборі як делегат кардинала і панів малопольських він гостро виступив проти короля в справі приєднання Волині до Корони.
Король Казимир IV посилав Яна Длугоша в дипломатичні місії до Папського та Імперського дворів; Длугош був залучений до переговорів короля з Тевтонськими лицарями протягом Війни Тринадцяти Років (1454–1466 років) та численних мирних переговорів.
У 1450 році був посланий королевою-матір'ю Софією Гольшанською та королем Казимиром IV на мирні переговори між регентом Королівства Угорщини Яношем Гуняді та Яном Іскрою, де за шість днів переконав їх підписати перемир'я.
У 1461 році делегація, до якої входив Ян Длугош, зустрілась з емісарами чеського короля Їржі з Подебрад в Битомі. Після шестиденних розмов альянс між двома фракціями було укладено.
У 1467 році Длугошу було довірено навчання королівських синів: Владислава, Казимира, Яна Ольбрахта, Олександра, Сигізмунда та Фредерика. Учасник різних закордонних посольств: у 1449 році до Риму, 1467 року до Чехії, 1469 року до Угорщини та 1478 року до Вишеграду. У 1471 році супроводжував Владислава II Ягеллончика на коронацію до Праги, але відхилив пропозицію стати архієпископом Праги, але незабаром був обраний на львівського архієпископа. На цій посаді Длугош перебував до своєї смерті 19 травня 1480 році.
Ян Щасний Гербурт надав кошти для друк Яном Шелігою перших 4-х томів праці «Хроніка Длугоша» у Добромильській друкарні.

## Твори
Серед багатьох творів Яна Длугоша найвідомішим є «лат. Annales seu cronicae inclyti regni Poloniae opera», так звана «Хроніка Длугоша». Це історія Польщі, доведена до 1480 р., в 12 книгах латинською мовою. У «Хроніці Длугоша» використані різні літописи Східної Європи, матеріали державних і церковних архівів, польські, чеські і угорські хроніки, руські і литовські літописи. Вона вважається вершиною польської середньовічної історіографії. Його праця містить численні відомості про історію України, бо для написання історії польського королівства Ян Длугош використовував навіть такі руські літописні пам'ятки, що не дійшли до наших днів («Київський літописний звід», «Перемишльський єпископський звід» та інші). На працю Яна Длугоша посилалися часто українські письменники XVII століття.
Частина хроніки перекладена російською мовою.
- Vita beatissimi Stanislai Cracoviensis episcopi (1511)
- Historia Polonica Ioannis Długossi (1615)
- Catalogus archiepiscoporum Gnesnensium[недоступне посилання з серпня 2019]
- Dzieje polskie Tom 1 (1841) Tom 2 (1841)
- Chronicon episcoporum Vratislaviensium continuatione variorum auctum (1847)
- Banderia Prutenorum oder die Fahnen des Deutschen Ordens und seiner Verbündeten (1849)
- Vitae episcoporum Poloniae (1887)
- Żywot świętego Stanisława biskupa krakowskiego (1865)
- Jana Długosza kanonika krakowskiego Dziejów polskich ksiąg dwanaście Tom 1 (1867) Tom 2 (1867) Tom 3 (1868) Tom 4 (1869) Tom 5[недоступне посилання з серпня 2019] (1869)
- Historiae Polonicae libri XII. T.1 (1873) libri XII. T.2 (1873) libri XII. T.3 (1876) libri XII. T. 4 (1877) libri XII. T. 5 [Архівовано 14 квітня 2021 у Wayback Machine.] (1878)
- Bitwa Grunwaldzka: (z historii Polski) (1920)

## Вшанування пам'яті в Україні
- В Одесі є вулиця Яна Длугоша.[6]
- У міжвоєнний період у Львові була вулиця Яна Длуґоша (нині вулиця Кирила і Мефодія).[7]
- У 1920 році його ім'я надане IV державній гімназії при вул. Ніконоровіча (нині вул. Професорська, 2) у Львові. Нині будівля гімназії є 11-м навчальним корпусом Інституту телекомунікацій, радіоелектроніки та електронної техніки Національного університету «Львівська політехніка».
- До 1939 року у Луцьку була вулиця Яна Длугоша (нині вулиця Мельнична).